# نشان ژوکوف

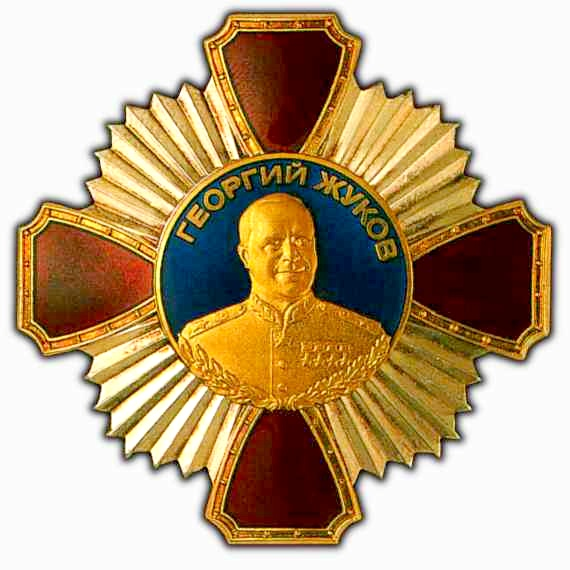
نشان اصلی ژوکوف ۱۹۹۴–۲۰۱۰

نشان ژوکوف تزئین نظامی فدراسیون روسیه است. این نشان به افتخار ارتشبد اتحاد جماهیر شوروی، گئورگی ژوکوف (۱۹۷۴–۱۸۹۶) نام‌گذاری شده‌است.

## تاریخچه
نشان ژوکوف با فرمان ریاست جمهوری ۹۳۰ در تاریخ ۹ مه ۱۹۹۴تأسیس شد. اساسنامه آن با فرمان ۲۴۳ ریاست جمهوری از ۶ مارس ۱۹۹۵ اصلاح شد.
جایزه اصلی ۵۰ میلیمتر (۲٫۰ اینچ) چهار ضلعی طلایی گسترده، چهار بازو به رنگ قرمز با حاشیه تزیین شده با رینگ‌های متفاوتی برافراشته شده و لبه دار شکل گرفته و جلوه ای از سپرها را نشان می‌داد. در مرکز، ۲۴ میلیمتر (۰٫۹۴ اینچ) نشان بزرگ لعاب دار به قطر آبی که دارای براق طلایی نقره اندود شده گئورگی ژوکوف، زیر او، شاخه‌های برگ و بلوط در هم تنیده‌است. بالاتر از نیم تنه ژوکوف، کتیبه طلاکاری شده. بین بازوهای متقابل، پرتوهای طلاکاری برجسته از مرکز به بیرون بیرون می‌شوند و ۴۵ میلیمتر (۱٫۸ اینچ) تشکیل می‌دهند ۴۵ میلیمتر (۱٫۸ اینچ) مربع گسترده با گوشه‌های گرد. عکس معکوس نشان دارای یک گل میخ نخی با مهره بود تا آن را به لباس محکم کند. سفارش ژوکوف در سمت راست سینه با سایر دستورات مشابه پوشیده شد.

## اساسنامه جدید

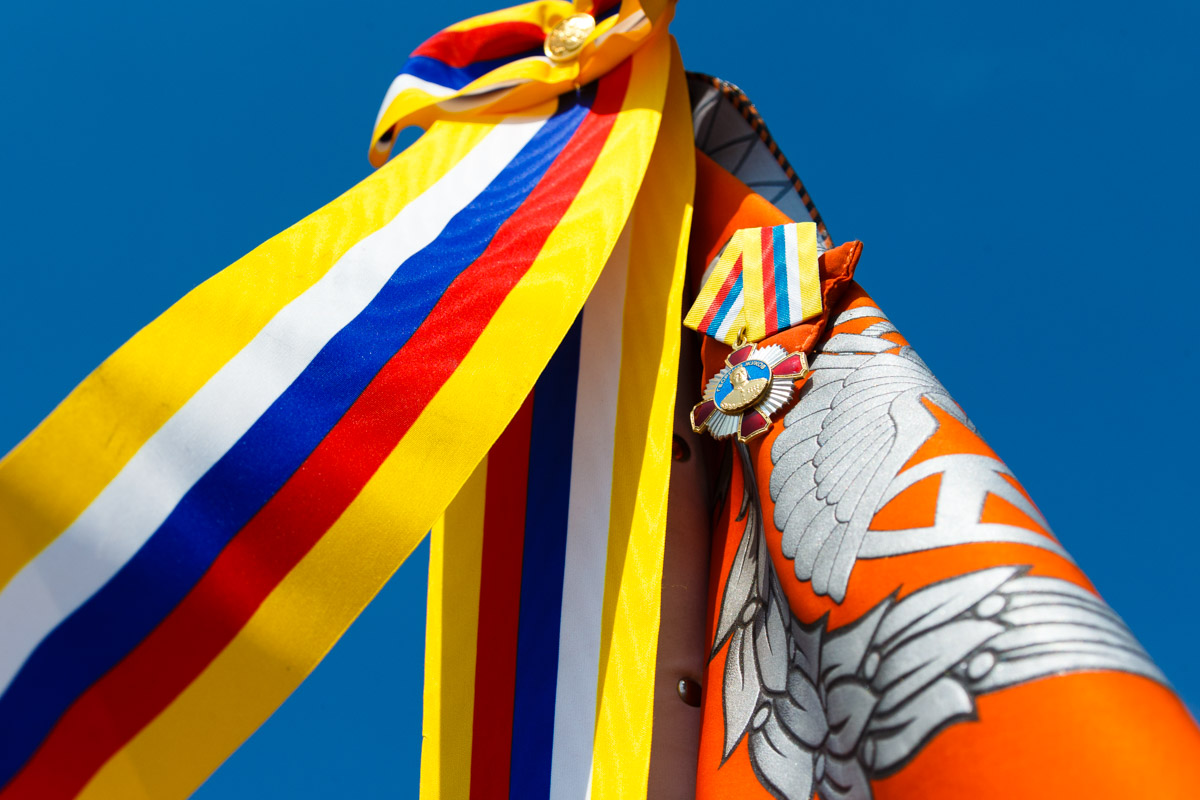
علائم نشان زوکوف بر روی پرچم ۳۹ تیپ راه‌آهن جداگانه منطقه نظامی ارتش

کل نظام اعطای فدراسیون روسیه با فرمان ریاست جمهوری ۱۰۹۹ در تاریخ ۷ سپتامبر ۲۰۱۰، تجدید حیات شد. این کار مجدد شامل طراحی مجدد دستور و اصلاحیه اساسنامه آن بود.
نشان ژوکوف به فرماندهان یگان‌های نظامی و معاونان آنها از بین افسران ارشد اعطا می‌شود: برای سازماندهی ماهر نیروها (نیروها) و عملیات در مناطق استراتژیک (تئاتر) یا عملیات نظامی که در طی آن، با وجود برتری عددی دشمن، اهداف این عملیات برآورده شد. برای مانورهای ماهرانه در زمین و هوا برای احاطه دشمن، امکان شکست نیروهای برتر را فراهم می‌آورد. برای ابتکار و اراده در انتخاب یک سایت و زمان حمله اصلی که منجر به شکست دشمن در خشکی و / یا در هوا و در عین حال آمادگی و توانایی رزمی برای پیگرد قانونی بیشتر شود. برای انجام یک حمله دفاعی از محاصره دشمن برای یک حمله آینده، برای سازمان، پیگرد قانونی ، انتخاب محیط و شکست دشمن. برای سرسختی در دفع حملات دشمن از هوا، زمین و دریا، برای نگه داشتن سربازان دشمن در مناطق معین از مسئولیت برای ایجاد شرایط مساعد برای به دست گرفتن ابتکار عمل و محرومیت از توانایی دشمن در ادامه عملیات تهاجمی. برای سازماندهی ماهرانه و مدیریت واحدهای نیروهای مسلح فدراسیون روسیه مستقر در خارج از روسیه، برای دفع حمله مسلحانه به آنها و همچنین محافظت از شهروندان روسی از حمله خارج از روسیه.
نشان ژوکوف ممکن است به واحدهای نظامی و تشکیلات درگیر در انجام عملیات در زمین و هوا اختصاص یابد، که در طی آن، با وجود مقاومت سرسختانه دشمن، اهداف عملیات با توانایی عملیاتی کامل واحدهای نظامی حفظ شده تحقق می‌یابد. همچنین ممکن است به دلیل سازماندهی و انجام عملیات مشترک موفق نیروهای مشترک (نیروهای) متحد، به شهروندان خارجی - سربازان نیروهای متفقین از میان افسران ارشد که در کنار سربازان روسیه شرکت کردند، اهدا شود. این نشان ممکن است پس از مرگ اهدا شود.

## توضیحات جایزه
نشان ژوکوف ۴۰ میلیمتر (۱٫۶ اینچ) چهار ضلعی طلایی پهن، چهار بازو به رنگ قرمز با حاشیه زرق و دار با رینگ‌های متفاوتی برافراشته شده و لبه دار شکل گرفته که ظاهر محافظ را نشان می‌دهد. در مرکز، یک نشان بزرگ مینا به رنگ آبی که دارای نیم تنه نقره اندود گئورگی ژوکوف است، به سمت راست چرخید و در زیر او، شاخه‌های برگ و بلوط به هم پیوسته بود. بالاتر از نیم تنه ژوکوف، کتیبه طلاکاری شده. بین بازوها، پرتوهای طلاکاری برجسته از مرکز به بیرون بیرون می‌شوند و ۳۵ میلیمتر (۱٫۴ اینچ) تشکیل می‌دهند ۳۵ میلیمتر (۱٫۴ اینچ) مربع گسترده با گوشه‌های گرد. برعکس دیگر، یک حرف بزرگ «ن» و یک خط برای شماره سریال جایزه.
این نشان توسط یک حلقه از طریق حلقه تعلیق جایزه به یک مونتاژ پنج ضلعی معمولی روسی که پوشیده از ۲۴ میلیمتر (۰٫۹۴ اینچ) است معلق می‌شود. نوار ابریشمی زرد ابری گسترده‌ای با سه ۴ میلیمتر (۰٫۱۶ اینچ) نوار مرکزی گسترده‌ای از سفید، آبی و قرمز.
حکم تقدم فدراسیون روسیه تصریح می‌کند که قرار است نشان ژوکوف در سمت چپ سینه پوشیده شود و با حضور سایر نشانهای فدراسیون روسیه، قرار است بلافاصله پس از نشان اوشاکوف مستقر شود.

## گیرندگان (لیست جزئی)

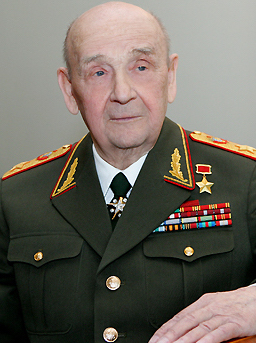
ارتشبد اتحاد جماهیر شوروی، سرگئی سوکولوف، دریافت کننده نشان ژوکوف

افراد زیر در اولین مراسم اهدای نشان ژوکوف در آوریل ۱۹۹۵ گیرندگان اصلی بودند.
- کنستانتین آبراموف، سرهنگ عمومی، بازنشسته شد.
- گابریل تارازوویچ واسیلنکو، سپهبد، بازنشسته؛
- دیویدکوف ویکتور اول، سرهنگ، فرمانده بازنشسته شد.
- زهاروف جورج نفدوویچ، سرلشکر نیروی هوایی، بازنشسته شد.
- گئورگی زیمین، ارتشبد نیروی هوایی، بازنشسته؛
- کازبک دنیسوویچ کیرسانوف، سرلشکر توپخانه، بازنشسته شد.
- کوزانوف کنستانتین. سرهنگ، فرمانده بازنشسته؛
- اولگ لوسیک، ارتشبد نیروهای زرهی، بازنشسته شد.
- لیاشنکو نیکلاس جی، فرمانده ارتش، بازنشسته شد.
- پاولوفسکی ایوان جی، فرمانده ارتش، بازنشسته شد.
- واسیلی یاکوولویچ پترنکو، ستوان کل، بازنشسته؛
- پودگورنی ایوان، سرهنگ، فرمانده‌ازنش، بازنشسته شد
- آناتولی ایوانوویچ پوشکین، ستوان کل نیروی هوایی، بازنشسته شد.
- سرگئیو نیکولای، دریاسالار ناوگان، بازنشسته شد.
- سوکولوف سرگئی لئونیوویچ، ارتشبداتحادجماهیرشوروی، بازنشسته شد